# Dot-Marie Jones
Dorothy-Marie Jones (Turlock, 4 de janeiro de 1964), mais conhecida como Dot-Marie Jones, é uma atriz americana. Ela é mais conhecida por interpretar Shannon Beiste / Sheldon Beiste em Glee.

## Filmografia

### Cinema
| Ano  | Título                                  | Papel                        | Notas          |
| ---- | --------------------------------------- | ---------------------------- | -------------- |
| 1995 | Under Lock and Key                      | Dot                          |                |
| 1998 | Patch Adams                             | Senhorita Meat               |                |
| 1999 | The Boondock Saints                     | Rosengurtle Baumgartener     |                |
| 2000 | Love Her Madly                          | Faz-tudo                     |                |
| 2002 | Stray Dogs                              | Jolene Carter                |                |
| 2005 | Final Approach                          | Amazona                      |                |
| 2006 | Pucked                                  | Wendy Delvecchio             |                |
| 2006 | Cattle Call                             | Lésbica #1                   |                |
| 2006 | Material Girls                          | Brenda                       |                |
| 2006 | The Enigma with a Stigma                | Bonnie                       |                |
| 2008 | Columbus Day                            | Policial #1                  |                |
| 2008 | Quiet Please                            | Mulher musculosa             | Curta-metragem |
| 2011 | Bad Teacher                             | Senhora provedora de pílulas |                |
| 2011 | And They're Off                         | Encontro do Baile            |                |
| 2011 | Death Inc.                              | Senhorita Charlotte Happ     | Curta-metragem |
| 2012 | Have You Met Miss Jones?                | Senhorita Lolly              | Curta-metragem |
| 2013 | White T                                 | Thelma                       |                |
| 2017 | Muffin Top: A Love Story                | Christina                    |                |
| 2017 | Maybe Someday                           | Ricki Ann                    |                |
| 2017 | I'm OK                                  | Mãe                          |                |
| 2018 | Dead Women Walking                      | Dorothy                      |                |
| 2018 | Combat Nuns All Or Nothing              | Irmã Brickball               | Curta-metragem |
| 2018 | Hurricane Bianca: From Russia with Hate | Svetlana Zlopasnost          |                |
| 2019 | Rag Doll                                | Rosheen                      |                |
| 2019 | Greener Grass                           | Little Helen                 |                |
| 2019 | 3 from Hell                             | Preguiçosa                   |                |
| 2020 | The Swing of Things                     | Finley                       |                |
| 2020 | Golden Arm                              | Big Sexy                     |                |
| 2022 | Weird: The Al Yankovic Story            | Mamãe Ursa                   |                |
| 2022 | Bros                                    | Cherry                       |                |
| 2022 | Bar Fight!                              | Elena                        |                |
| 2022 | Rattled!                                | Tennessee                    |                |
| 2023 | Tripping                                | Lisa                         | Curta-metragem |
| 2024 | The Crossing Over Express               | Dra. Gale Gustberg           | Curta-metragem |
| 2024 | Lost & Found in Cleveland               | Sharon Weymouth              |                |
| 2025 | Don't Tell Larry                        | Kim                          |                |
| 2025 | Feathered                               | Barb                         |                |

### Televisão
| Ano       | Título                                | Papel                             | Notas                                                       |
| --------- | ------------------------------------- | --------------------------------- | ----------------------------------------------------------- |
| 1994-1995 | Married... with Children              | Lola / Dot                        | 5 episódios                                                 |
| 1994      | Full House                            | Mulher musculosa                  | Episódio: "I've Got a Secret"                               |
| 1994      | On Our Own                            | Big Lucy                          | Episódio: "Bonnie Is Really Clyde"                          |
| 1995      | The Courtyard                         | Movimentadora                     | Telefilme                                                   |
| 1995-1997 | The Naked Truth                       | Oficial Debbie Tadzekian / Sheila | 2 episódios                                                 |
| 1995      | Can't Hurry Love                      | Cleo                              | Episódio: "Glove Story"                                     |
| 1996      | California Dreams                     | Heidi                             | Episódio: "We'll Always Have Aspen"                         |
| 1996      | In the House                          | Dot                               | Episódio: "Kindergarten Doc"                                |
| 1996-1997 | Night Stand                           | Marta Furman / Tiffany Plusco     | 2 episódios                                                 |
| 1996      | Boston Common                         | Jocelyn                           | Episódio: "The Finals Curtain"                              |
| 1997      | Roseanne                              | Viúva Negra                       | Episódio: "Roseanne-Feld"                                   |
| 1998      | Tracey Takes On...                    | Golfista                          | Episódio: "Religion"                                        |
| 1998      | The Parent 'Hood                      | Helga                             | Episódio: "An Affair to Forget"                             |
| 1998      | Dharma & Greg                         | Hey-19                            | Episódio: "Invasion of the Buddy Snatcher"                  |
| 1998      | Cybill                                | Suspeita #5                       | Episódio: "Daddy"                                           |
| 2000      | Chicago Hope                          | Anjo da Morte                     | Episódio: "Cold Hearts"                                     |
| 2000      | Strip Mall                            | Suze                              | Episódio: "Barry's Big Surprise"                            |
| 2000      | One World                             | Maluca                            | Episódio: "Crushed"                                         |
| 2001-2003 | Lizzie McGuire                        | Treinadora Kelly                  | 5 episódios                                                 |
| 2002      | She Spies                             | Leon                              | Episódio: "Perilyzed"                                       |
| 2003      | Birds of Prey                         | Guarda                            | Episódio: "Gladiatrix"                                      |
| 2003      | Trash                                 | Sra. Von Krupp                    | Telefilme                                                   |
| 2004-2005 | My Wife and Kids                      | Toni / Enfermeira Tiffany         | 3 episódios                                                 |
| 2006      | The Suite Life of Zack & Cody         | Gretel                            | Episódio: "Bowling"                                         |
| 2006      | Pepper Dennis                         | McGee                             | Episódio: "Pepper Dennis Behind Bars"                       |
| 2006      | Reba                                  | Dot                               | Episódio: "Let's Get Physical"                              |
| 2007      | The Naked Trucker and T-Bones Show    | Jogadora de beisebol              | Episódio: "Demo Tape"                                       |
| 2007      | George Lopez                          | Presa                             | 2 episódios                                                 |
| 2007      | Murder 101                            | Sargento                          | Episódio: "College Can Be Murder"                           |
| 2007      | Men in Trees                          | Sapphire                          | Episódio: "I Wood If I Could"                               |
| 2007      | My Name Is Earl                       | Escritora de cartas               | Episódio: "Frank's Girl"                                    |
| 2007-2009 | Nip/Tuck                              | Tess                              | 3 episódios                                                 |
| 2008      | Pretty/Handsome                       | Mario Wallace                     | Telefilme                                                   |
| 2008      | iCarly                                | Oficial de Correções              | Episódio: "iChristmas"                                      |
| 2008      | According to Jim                      | Betty                             | Episódio: "Cabin Boys"                                      |
| 2009      | The Mentalist                         | Gerente do Aeroporto              | Episódio: "Carnelian, Inc."                                 |
| 2009      | Desperate Housewives                  | Guarda Feminina                   | Episódio: "Look Into Their Eyes and You See What They Know" |
| 2009      | Prison Break                          | Skittlez                          | 2 episódios                                                 |
| 2009-2010 | 10 Things I Hate About You            | Caixa / Senhora do almoço         | 2 episódios                                                 |
| 2010      | Cougar Town                           | Mulher                            | Episódio: "What Are You Doing In My Life?"                  |
| 2010      | Hawthorne                             | Dot Gardocki                      | 5 episódios                                                 |
| 2010–2012 | Venice: The Series                    | Enfermeira                        | 24 episódios                                                |
| 2010–2015 | Glee                                  | Shannon Beiste / Sheldon Beiste   | 47 episódios                                                |
| 2012      | Are You There, Chelsea?               | Patty                             | Episódio: "Pilot"                                           |
| 2012      | The Penguins of Madagascar            | Supervisora Eubanks               | Episódio: "Smotherly Love"                                  |
| 2012      | The Exes                              | Mulher #3                         | Episódio: "Sister Act"                                      |
| 2012-2013 | Have You Met Miss Jones?              | Senhorita Lolly                   | 4 episódios                                                 |
| 2014      | Baby Daddy                            | Masha                             | Episódio: "An Affair Not to Remember"                       |
| 2014      | Playing House                         | Motociclista                      | Episódio: "Bugs in Your Eyes"                               |
| 2014      | The Millers                           | Duke                              | Episódio: "Movin' Out (Carol's Song)"                       |
| 2015      | Doc McStuffins                        | Treinadora Kay                    | Episódio: "Getting to the Heart of Things"                  |
| 2015      | Clipped                               | Dottie                            | Episódio: "Mo's Ma"                                         |
| 2016      | UnREAL: The Faith Diaries             | Mickey                            | 3 episódios                                                 |
| 2016      | 2 Broke Girls                         | Big Reba                          | Episódio: "And the 80's Movie"                              |
| 2016      | Jane the Virgin                       | Amiga de Magda                    | Episódio: "Chapter Forty-Eight"                             |
| 2016      | Days of Our Lives                     | Chille                            | 2 episódios                                                 |
| 2017      | Modern Family                         | Louise                            | Episódio: "Finding Fizbo"                                   |
| 2017      | Dropping the Soap                     | Vivian                            | Episódio: "Drama-Con"                                       |
| 2017      | Teachers                              | Marta                             | Episódio: "In Security                                      |
| 2017      | Manic                                 | Janice                            | Telefilme                                                   |
| 2017      | Doubt                                 | Juíza Pauline Perillo             | Episódio: "Top Dog/Underdog"                                |
| 2017      | American Horror Story: Cult           | May                               | Episódio: "Valerie Solanas Died for Your Sins: Scumbags"    |
| 2018-2019 | The Resident                          | Meg Mullins                       | 2 episódios                                                 |
| 2018      | Do Not Be Deceived                    | Louise                            | Telefilme                                                   |
| 2019      | This Close                            | Judy                              | Episódio: "It's About Time"                                 |
| 2019      | The Rookie                            | Opal                              | Episódio: "Tough Love"                                      |
| 2019      | Butch Pal for the Straight Gal        | Tia Paula                         | Episódio: "#nofiltHER"                                      |
| 2020      | The Goldbergs                         | Irmã Mary Theresa                 | Episódio: "Schmoopie's Big Adventure"                       |
| 2021      | American Horror Story: Double Feature | Jan Remy                          | Episódio: "Winter Kills"                                    |
| 2022      | This is a Lot                         | Diretora Hammerschmidt            | Episódio: "The Principal's office"                          |
| 2023      | 9-1-1: Lone Star                      | Patty                             | Episódio: "Control Freaks"                                  |
| 2023      | Killing It                            | Jackie Boone                      | 5 episódios                                                 |